# Coppa del Re
Die Coppa del Re war ein Wettbewerb im Straßenradsport in Italien, der von 1897 bis 1962 als Eintagesrennen veranstaltet wurde.

## Geschichte
Die Coppa del Re (deutsch: Königspokal) gehörte zu den ältesten italienischen Rennen im Straßenradsport. Der Name geht auf die Tatsache zurück, dass der italienische König in den Anfangsjahren den Siegern den Pokal überreichte. Die Strecke führte zunächst von Mailand nach Turin. Später waren auch Cremona, Novara, Mailand, Brescia, Novi Ligure, Lecco und Sesto San Giovanni Zielorte. Die Coppa del Re fand ab 1897 zunächst für Amateure, ab 1903 für Berufsfahrer statt. Ab 1910 wurde es für Amateure und Unabhängige, danach mit mehrfachem Wechsel wieder für Radprofis und Amateure veranstaltet. Von 1937 bis 1943 wurde das Rennen „Coppa del Re Imperatore“ genannt. 1944 wurde es in „Coppa Italica“ umbenannt.

## Palmarès
- 1897  Emilio Ciceri
- 1898  Enrico Brusoni
- 1899  Giovanni Savarro
- 1900 nicht ausgetragen
- 1901  Giovanni Battista Ghirardelli
- 1902  Giovanni Gerbi
- 1903  Giovanni Gerbi
- 1904  Giovanni Cuniolo
- 1905  Giovanni Cuniolo
- 1906  Felice Galazzi
- 1907  Cesare Zanzottera
- 1908  Luigi Azzini
- 1909  Giuseppe Brambilla
- 1910  Carlo Durando
- 1911  Emanuele Garda
- 1912  Guido Cassini
- 1913  Luigi Santamaria
- 1914  Gaetano Belloni
- 1915–1918 nicht ausgetragen
- 1919  Giovanni Brunero
- 1920  Federico Gay
- 1921  Adriano Zanaga
- 1922  Luigi Mainetti
- 1923  Luigi Colliva
- 1924  Libero Ferrario
- 1925  Mario Bianchi
- 1926  Giovanni Balla
- 1927  Pietro Fossati
- 1928  Michele Mara
- 1929  Riccardo Proserpio
- 1930  Vasco Bergamaschi
- 1931  Renato Scorticati
- 1932  Gino Zanca
- 1933  Camillo Erba
- 1934  Aldo Bini
- 1935  Pietro Chiappini
- 1936  Tolmino Gios
- 1937  Salvatore Crippa
- 1938  Sebastiano Torchio
- 1939 nicht ausgetragen
- 1940  Serafino Santambrogio
- 1941  Remo Rosetti
- 1942  Michele Motta
- 1943  Giovanni Capuzzi
- 1944  Sergio Maggini
- 1945  Michele Motta
- 1946  Italo De Zan
- 1947  Renzo Cerati
- 1948  Martino Sironi
- 1949  Claudio Ricci
- 1950  Donato Piazza
- 1951  Luciano Colombo
- 1952  Alfredo Martinelli
- 1953  Gino Reggiani
- 1954  Gino Reggiani
- 1955  Franco Arpesella
- 1956  Mamante Mora
- 1957  Antonio Franchi
- 1958  Luigi Fusetti
- 1959  Mirko Ciapparelli
- 1960 nicht ausgetragen
- 1961  Pierino Ambrosi
- 1962  Egidio Cappelletti